# 聖保羅地鐵1號線
聖保羅地鐵1號線（葡萄牙語：Linha 1 do Metrô de São Paulo）连接图库鲁维站和贾巴夸拉站，是圣保罗地铁的首条路线，以及巴西的首条地铁线路。

## 历史
该线曾被称为“南北线”（Linha Norte-Sul）于1968年12月14日开工，1974年9月14日通车，起初只开通了贾巴夸拉站和玛丽安娜镇站之间7公里的线路，且只从早上10点运营到下午3点。